# Call to Arms (відеогра)
Call to Arms - це відеогра про війну в жанрі тактичної стратегії в режимі реального часу, розроблена німецькою компанією Digitalmindsoft як наступник серії Men of War (Українською: У тилу ворога). Версія гри для раннього доступу вийшла 30 липня 2015 року для Steam.

## Ігровий процес
Режим гри Домінування вимагає від кожної команди брати стратегічні очки на карті, кількість очок визначається кількістю гравців.  Команда, яка першою набрала більшу кількість очок, виграє раунд. 
У грі є боти, що володіють штучним інтелектом у багатокористувацькому режимі. 
У грі передбачено 12 транспортних засобів та 60 одиниць обладнання. 

## Розробка
Гравці, які придбали делюкс-версію, можуть бета-тестувати незавершені кампанії.  У багатокористувацькому режимі Digitalmindsoft хотів спочатку інтегрувати кадрові підрозділи, а потім і машини. 

### Ігровий движок
У червні 2013 року Digitalmindsoft хотів включити "вбудоване програмне забезпечення для захоплення відео в грі", і передбачалася підтримка Steam . 
У грі є редактор карт і місій, який підтримує Steam Workshop.  У грі також передбачена функція відтворення.  

## Огляди

### Попередній випуск
Polygon та PC Gamer назвали Call to Arms серед своїх 100 найкращих списків ігор, які мають вийти у 2015 році.  